# Melknat Wudu
Melknat Wudu (3 de enero de 2005) es una deportista de Etiopía que compite en atletismo. Ganó una medalla de bronce en el Campeonato Mundial de Atletismo Sub-20 de 2021, en la prueba de 3000 m.